# GSM-R
GSM-R är ett tillägg till mobiltelefonistandarden GSM (Globalt System för Mobil kommunikation) avsett för järnvägskommunikation (Railways). GSM-R är en delmängd av European Railway Traffic Management System (ERTMS). 
I Sverige användes varumärket MobiSIR för GSM-R.

## Järnvägsspecifika funktioner
- Samtal:
  - Dialogsamtal och gruppsamtal mellan tågklarerare, tågbesättning, underhållspersonal m.fl.
  - Nödanrop
  - Funktionsnummer som gör det möjligt att ringa till tågnummer
  - Samtalsprioritering
  - Automatisk samtalsstyrning från förare till rätt tågklarerare styrt av var i spårsystemet tåget befinner sig.
- Datatransaktioner:
  - Positionsangivelser. När tåget passerar en Eurobalis erhåller det en positionsangivelse som automatiskt tillsammans med tågnummer sänds vidare till banans säkerhetssystem.
  - Hastighetsbesked (movement authority). När säkerhetssystemet erhåller en positionsangivelse återsänder det den högsta tillåtna hastigheten för tåget vid den positionen samt vilka hastigheter som just gäller längre fram utmed banan.

## Teknik
GSM-R utgör en variant av GSM vilket gör att standardiserade komponenter kan utnyttjas. För datatransporterna användes GPRS som är en datapaketstandard inom GSM, alternativt kretskopplad datatrafik som är specificerad i GSM-standarden. 
Terminaler för kommunikation mellan förare och trafikledning har en uteffekt som är specificerad till 8 W. Denna effekt är ett krav för gränsöverskridande trafik. Inom Sverige finns dock terminaler med 2 W uteffekt som ej tillåts utomlands. Terminaler med 2 W uteffekt (vanlig effekt för GSM-telefoni) är däremot allmänt tillåten för icke operativa samtal från förare och ombordpersonal, samt för personal som arbetar i spårområdet.

## Interferens med 4G-nätet
4G-nätet för mobiltelefoner använder frekvensbandet 925-930 MHz, GSM-R använder 923 MHz.  I praktiken är skillnaden i frekvens  så liten att 4G kan störa och blockera järnvägens GSM-R på platser där signalen från 4G-nätets master är för stark jämfört med signalen från närmaste GSM-R-mast. Radiosändare är aldrig 100% perfekta, det blir ett visst spill av effekt till sidofrekvenser. Både Trafikverket och mobiltelefonoperatörer har licens för sina frekvenser 923 MHz respektive 925-930 MHz. Men om alla utnyttjar sina licenser fullt ut så blir det stopp i tågtrafiken. Konflikten har lett till en infekterad debatt. Personer inom järnvägsföretagen tycker att de började använda 923 MHz långt innan 4G fanns, medan personer inom telekomföretagen hänvisar till att de betalat en stor summa till Post- och Telestyrelsen för att få sända 4G på 925-930 MHz. 
Kortsiktigt, fram till den 30 juni 2015, löstes problemet genom en överenskommelse mellan Trafikverket, Post- och Telestyrelsen och mobiloperatörerna som innebär att signalstyrkan från 4G-master är reducerad i närheten av järnvägar. Nackdelen med denna lösning är att tågpassagerarna på vissa sträckor har dålig täckning för 4G i sina telefoner. 
Våren 2015 beslöt PTS att förlänga perioden med reducerad effekt för 4G-sändare till 1 juli 2016. Mobiltelefonoperatörerna måste enligt förslaget begränsa nivån för signaler på frekvenser som stör GSM-R men tillåten nivå blir högre från 1 juli enligt ett tidigare beslut. Trafikverket har agerat för att höjningen av effekten i 4G-master nära svenska järnvägar skall skjutas upp.
Enligt Trafikverket och PTS måste det ske en samordning mellan regelverken för järnvägar och mobiltelefontrafik på EU-nivå. Metoden med avancerade filter för GSM-R mottagare är både dyr och teknisk komplicerad. Dessutom ger filtren en viss dämpning av signalen. I takt med att järnvägen inför det nya radiobaserade signalsystemet ERTMS så ökar kraven på radiokontakt mellan järnvägens signalsystem och loken. Om kontakten blockeras av störande signaler från 4G-nätet så nödbromsas tågen automatiskt Filtren innebär också ett ytterligare krav för att tåg ska få trafikera Sverige, vilket försvårar gränsöverskridande trafik, särskilt godstrafik.
Den 1 juli 2016 sattes 4G-nätet i full drift även nära järnvägar och då var filtren installerade. Det fungerade acceptabelt. Näringsdepartementet och tågägarna delade på kostnaden.

### Post- och Telestyrelsen (PTS)
Ansvaret för samordning av vem som får använda vilka frekvenser ligger på Post- och Telestyrelsen som enligt sin instruktion skall 
"upprätta och offentliggöra planer för frekvensfördelning till ledning för radioanvändningen samt offentliggöra information av allmänt intresse om rättigheter, villkor, förfaranden och avgifter som rör radiospektrumanvändningen" (SFS 2007:951, 3§)
På grund av PTS inte lyckats lösa konflikten har frågan lyfts till möten på Näringsdepartementet dit olika inblandade parter har kallats.
Den 29 april 2015 kom ett förslag till beslut från PTS som innebär att begränsning av 4G-sändarnas effekt skall gälla i ytterligare ett år, till den 30 juni 2016.

## Historik
Behovet att öka säkerheten genom kommunikation med lokförarna är gammalt. Först användes enbart optiska signaler för att meddela förarna att till exempel stanna. Från 1980 och framåt infördes i Sverige och Norge ATC som via baliser i spåret kunde ge föraren körbesked och, om denne ej reagerade, även automatiskt starta bromsning av tåget. Eftersom tågets antenn för ATC sitter under tåget så blir signalnivån hög i det ögonblick som ett tåg passerar en balis vilket gör att interferens med annan radiotrafik inte varit något problem för ATC. 
I Sverige började man i slutet av 1900-talet använda mobiltelefonsystemet NMT för att kunna samtala med förarna. Detta system släcktes ned 2007 och hade då ersatts av GSM-R redan 2005 för stamnätet och 2007 för de flesta övriga banorna. För GSM-R har sändarstationer installerats utmed banorna och i tunnlar. Systemet kallades då i Sverige MobiSIR.
Datatransporterna via GSM-R kommer i och med det gemensamma europeiska trafikstyrningssystemet ERTMS att under 2000-talet successivt ersätta ATC för förarkommunikation och även ersätta de spårledningar som indikerar hinder på en blocksträcka. Enligt ERTMS-standarden ska datakommunikationen mellan fordon och de ERTMS-komponenter som finns fast monterade kring spåret ske med hjälp av kretskopplad GSM-dataöverföring i ett GSM-R-nät.